# Óscar de Marcos
Óscar de Marcos Arana (* 14. dubna 1989 Laguardia) je bývalý španělský profesionální fotbalista baskického původu, který naposledy hrál na pozici pravého obránce za španělský klub Athletic Bilbao. Je také bývalým španělským mládežnickým reprezentantem.

## Reprezentační kariéra
Óscar de Marcos reprezentoval Španělsko v mládežnických kategoriích U20, U21 a U23. Zúčastnil se Mistrovství světa hráčů do 20 let 2009 v Egyptě.
V listopadu 2015 byl trenérem Vicentem del Bosque poprvé povolán do španělského národního A-týmu pro přátelské zápasy proti Anglii a Belgii (druhý zmíněný byl z bezpečnostních důvodů zrušen). Prvního startu za seniorskou reprezentaci se však nedočkal.